# Jonathan Taumateine

a Compétitions nationales et continentales officielles uniquement.

b Matchs officiels uniquement.
Dernière mise à jour le 6 août 2023.
Jonathan Taumateine, né le 28 septembre 1996 à Auckland (Nouvelle-Zélande), est un joueur de rugby à XV international samoan évoluant au poste de demi de mêlée. Il joue depuis 2016 avec la province des Counties Manukau en NPC, et avec la franchise des Moana Pasifika depuis 2022.

## Carrière

### En club
Jonathan Taumateine commence sa formation rugbystique avec le l'équipe du réputé Wesley College d'Auckland. En 2014, il est considéré comme l'un des joueurs les plus en vue de son équipe.
Après avoir terminé sa scolarité, il joue avec le club amateur des Ardmore Marist dans le championnat de la fédération des Counties Manukau (Auckland Sud). Parallèlement, il joue avec les équipes jeunes de la province des Counties Manukau, et remporte le tournoi de rugby à sept des régions nord avec son équipe,.
Il commence sa carrière professionnelle en 2016, lorsqu'il est retenu dans l'effectif senior des Counties Manukau pour disputer le National Provincial Championship (NPC). Il joue son premier match le 18 août 2016 contre North Harbour. Il joue cinq rencontres lors de sa première saison, toutes comme remplaçant, en doublure du All Black Augustine Pulu.
Au début de l'année 2017, il a l'occasion de s'entrainer avec la franchise des Chiefs, avec qui il participe au tournoi de rugby à dix de Brisbane,. Peu de temps après, il profite de la blessure de Brad Weber pour obtenir un contrat professionnel. Il joue son premier match en Super Rugby le 24 février 2017, en tant que remplaçant face aux Highlanders,. Il connaît sa première titularisation deux mois plus tard contre les Sunwolves, alors que les trois autres demis de mêlée de Chiefs sont absents,. Il joue un total de six rencontres lors de sa première saison, et prolonge son contrat pour deux saisons de plus avec les Chiefs,. 
Lors des saisons 2018 et 2019 de Super Rugby, il ne joue que deux rencontres chaque année avec les Chiefs, bloqué par la concurrence des All Blacks Brad Weber et Te Toiroa Tahuriorangi.
À la recherche de plus de temps de jeu, il rejoint pour deux saisons les Hurricanes en 2020,. Il ne parvient cependant pas à s'imposer lors de sa première saison, et doit se contenter de deux apparitions sur le banc des remplaçants, derrière le capitaine TJ Perenara,. La saison suivante, il bénéficie du départ de Perenara au Japon pour radicalement augmenter son temps de jeu. Il dispute sept matchs, dont trois comme titulaire,. Il est malgré cela non-conservé au terme de la saison, et quitte la franchise.
En 2022, il rejoint la nouvelle franchise des Moana Pasifika, qui vient de faire son entrée en Super Rugby.

### En équipe nationale
En vertu de ses origines,  Jonathan Taumateine est sélectionné avec l'équipe des Samoa des moins de 20 ans en 2015, et dispute le Championnat du monde junior. Au terme de la compétition, les Samoa sont relégués à l'échelon inférieur, malgré une victoire contre l'Italie.
L'année suivante il décide de représenter son pays de naissance, la Nouvelle-Zélande lors du mondial junior 2016 en Angleterre,.
En juillet 2021, il est appelé à jouer pour la première fois avec l'équipe des Samoa par le nouveau sélectionneur Seilala Mapusua. Il joue son premier match en sélection face aux Māori All Blacks le 3 juillet 2021. Il connaît sa première sélection officielle avec les Manu Samoa le 10 juillet suivant, à l'occasion d'un match face aux Tonga, faisant partie d'une double confrontation qualificative pour la prochaine Coupe du monde. Les Samoans parviennent finalement à se qualifier, après l'avoir emporté largement lors des deux matchs.

## Statistiques internationales
- 10 sélections depuis 2021.
- 15 points (3 essais).